# قائمة أعلى الشلالات في العالم
الشلال (الجمع: شلَّلَات) هو مكان مرتفع وشديد الانحدار، تسقط منه مياه أحد الأنهار، أو أحد الينابيع، ويسمى الشلال باسم آخر وهو: مسقط الماء، أو المسقط المائي، أو مسقط المياه، ولكن تسميته بالشلال هي التسمية الأشهر والأكثر انتشارًا. وتتفاوت الشلالات في العديد من الأمور، ومنها: الارتفاع، فهناك شلالات عالية تسقط فيها المياه من ارتفاعٍ عالٍ يبلغ مئات الأمتار، وهناك شلالات منخفضة الارتفاع.
هذه القائمة تحتوي أعلى الشلالات المشهورة في العالم:
| اسم الشلالات    | الموقع                                     | الارتفاع                                           | الصورة | معلومات عن الشلال |
| --------------- | ------------------------------------------ | -------------------------------------------------- | ------ | --- |
| شلالات أنجل     | آويان تيبوي, حديقة كانيما الوطنية, فنزويلا | 979 متر (3212 قدم)                                 |        | وصفها لأول مرة المستكشف الفنزويلي إرنستو سانشيز لا كروث سنة 1912، غير أنه لم ينشر اكتشافه. ولذلك لم تعرف عالمياً إلا عام 1933، وذلك على يد الطيار جيمز آنجل ، الذي أطلق اسمه على الشلالات. والمفارقة أن كلمة آنجل تعني ملاك، بينما الاسم الذي أطلقه السكان الأصليون على الشلالات كان فم الشيطان |
| شلالات فيكتوريا | زامبيا و زيمبابوي                          | 128 متر (420 قدم)                                  |        | تنحدر الشلالات من الأعلى إلى الأسفل بصوت صاعق، والضباب المائي الكثيف الناتج عنها يلف عموم المنطقة طوال السنة. ويطلق عليه المحليون "الضباب الصاعق". |
| شلالات أوزود    | المغرب                                     | 110 متر                                            |        | «أوزود» هي كلمة أمازيغية بمعنى الرحى الذي يدور بقوة دفع الماء ، إنّ قاع الشلالات سهل الوصول من خلال طريق مُظَلَّل بأشجارِ الزيتون. في قمّة الانهيارات أو الشلال ،هناك دزينة من الطواحين الصغيرة القديمة التي ما زالت قيد الاستعمال. ويعتبر الموقع هو الأكثر زيارة في المنطقة.                         |
| شلالات إجوازو   | الأرجنتين - البرازيل                       | 82 متر                                             |        | شلالات إجوازو كانت مدرجة على لائحة الترشيح الخاصة باختيار عجائب الدنيا الطبيعية عبر مؤسسة عجائب الدنيا السبعة الجديدة |
| شلالات مارغون   | إيران                                      | 70 متر                                             |        | أكبر شلالات إيران . وتتشكل هذه الشلالات من عدة آلاف من العيون التي تنحدر وتتدفق مياهها لتُشكل هذه الشلالات من حائط صخري شاهق |
| شلالات نياجارا  | الولايات المتحدة الأمريكية - كندا          | 56 متر في الجانب الأمريكي و54 متر في الجانب الكندي |        | يتوقع المؤرخون بأن عمر شلالات نياغارا يصل إلى حوالي 10,000 عام، حيث تشكلت في نهاية العصر الجليدي الاخير |